# 沈与求
沈与求（1086年—1137年），字必先，一字和仲，号龟溪，宋朝湖州德清县（今浙江省湖州市德清县）人，辞赋家，宋高宗时参知政事。

## 生平
宋徽宗政和五年（1115年）进士，授常州州学教授，改秀州兵曹掾兼推勘公事，除太学录。宋钦宗靖康元年（1126年），迁儒林郎，除太学博士。建炎初年，补归安尉，通判明州。被高宗召对，建炎三年（1129年）担任监察御史。转任兵部员外郎、殿中侍御史。宋高宗在会稽，沈与求建议进都建康，以图恢复。又上奏范宗尹年少为相，恐不胜任。高宗不高兴，让他以直龙图阁出知台州，军粮不足，安排各镇屯田，沈与求鉴于古今屯田利害，作《集议》 二卷献上。召为侍御史。转任御史中丞，任内知无不言，前后上书奏事四百余次，论朋党之害，建议加强中央制兵权、乞焚两浙所献侈糜物等，言甚切直。转任吏部尚书兼权翰林学士兼侍读。出为荆湖南路安抚使、知潭州。绍兴四年（1134年）出知镇江府兼两浙西路安抚使。以吏部尚书召为参知政事，金兵将来犯，他阻止和亲之议，请加强守备抗金，曾积极主张高宗亲征。绍兴五年（1135年），兼权知枢密院事，他与张浚不协，请祠，罢，出知明州。绍兴七年（1137年），又迁知枢密院事，沈与求卒，时年五十二岁。谥忠敏，赠左银青光禄大夫。

## 著作
著有《龟溪集》十二卷，卷十一载有《客游玄都赋》、《灯华赋》，前者用主客问答体。《龟溪词》 一卷，存词四首。

## 延伸阅读
[在维基数据编辑]
 《宋史·卷372》，出自脱脱《宋史》